# جوزيف دبليو. شالمرز
جوزيف دبليو. شالمرز هو محامي وسياسي أمريكي، ولد في 20 ديسمبر 1806 في مقاطعة هاليفاكس في الولايات المتحدة، وتوفي في 16 يونيو 1853 في هولي سبرينغز في الولايات المتحدة. نشط حزبياً في الحزب الديمقراطي. وقد انتخب عضو مجلس الشيوخ الأمريكي ‏ عن دائرة Mississippi Class 2 senate seat ‏ وقد انضم خلال فترته النيابية ‏ (3 نوفمبر 1845 – 3 مارس 1847) للكتلة البرلمانية الحزب الديمقراطي وانتخب عضو مجلس الشيوخ الأمريكي ‏.